# Påfågeln
För biografen, se Påfågeln (biograf).
 Uppslagsordet ”Pavo” leder hit. För discjockeyn, se DJ Pavo.
Påfågeln (Pavo på latin) är en stjärnbild på södra stjärnhimlen. Den är en av de 88 moderna stjärnbilderna som erkänns av den Internationella Astronomiska Unionen.

## Historik

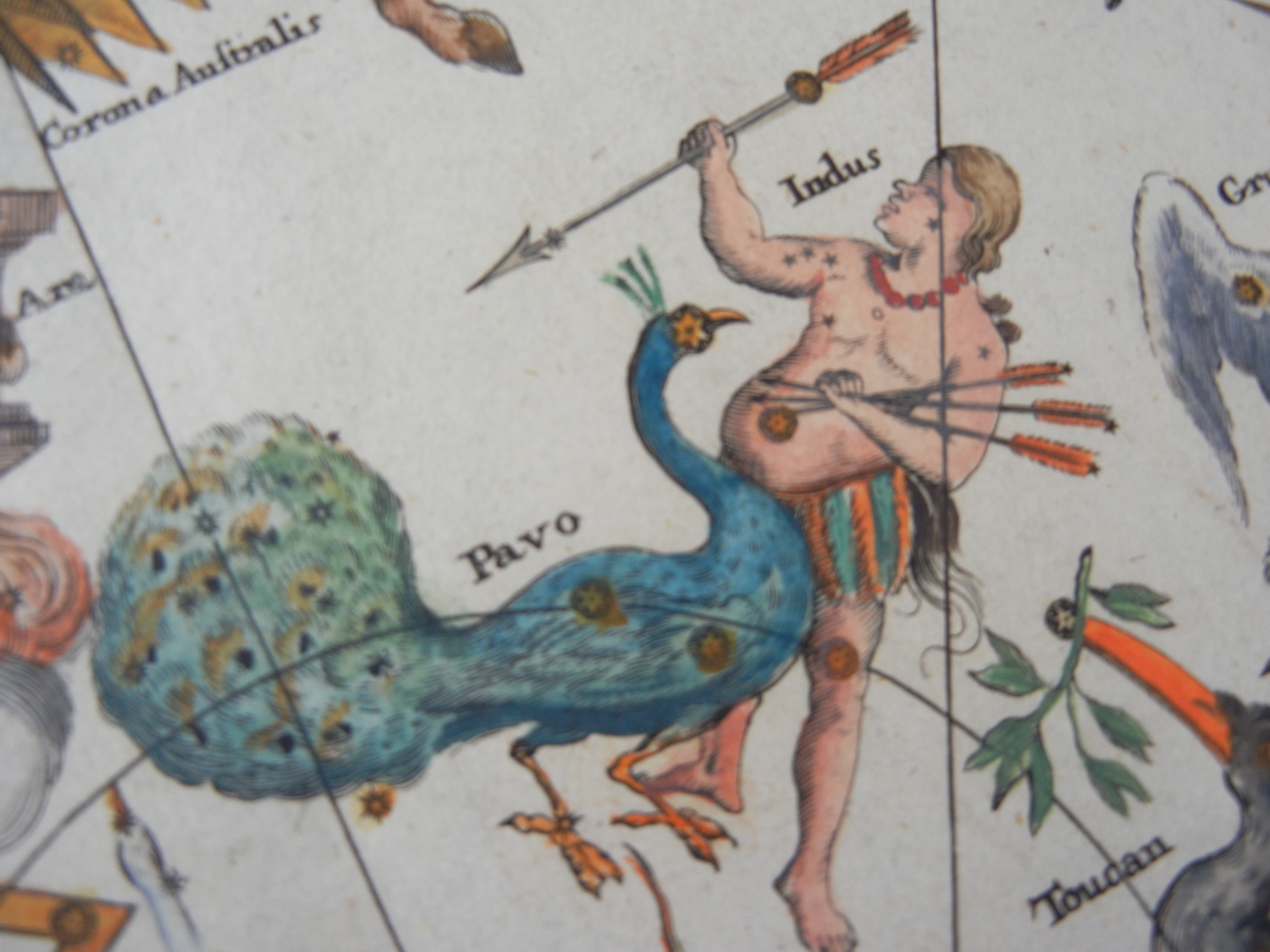
Påfågeln och Indianen I Johann Gabriel Doppelmayrs “Atlas Coelestis” cirka 1742.

Påfågeln fanns inte med bland de 48 konstellationerna som listades av den antike astronomen Ptolemaios i hans samlingsverk Almagest.
Stjärnbilden beskrevs först av den nederländske astronomen Petrus Plancius i slutet av 1500-talet. Den förekom första gången i en stjärnatlas som publicerades av Petrus Plancius och den flamländske kartografen Jodocus Hondius 1597. Första gången på bild förekommer den i Johann Bayers stjärnatlas Uranometria, som utkom 1603.

## Stjärnor

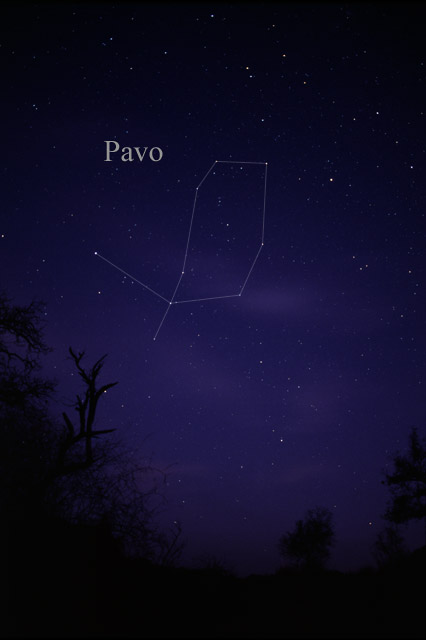
Stjärnbilden Påfågeln (Pavo) som den kan ses med blotta ögat.

Påfågeln är en stjärnbild som har en riktigt ljusstark stjärna, men också några andra som går att se utan kikare, som bidrar till Påfågelns utseende.
- α - Alfa Pavonis är ljusstarkast med visuell magnitud 1,94. [6] Den är en blåvit jättestjärna av spektraltyp B2 IV. I Storbritannien fick den namnet ”Peacock” (dvs. ”Påfågeln”) på 1930-talet i HMNAO (Her Majesty’s Nautical Almanac Office). Av 57 ljusstarka stjärnor var det bara Alfa Pavonis och Epsilon Carinae som saknade egennamn. Epsilon Carinae fick på samma sätt egennamnet ”Avior”.[5]
- β -Beta Pavonis har magnitud 3,42 och av spektralklass A5IV
- δ - Delta Pavonis befinner sig endast 19,92 ljusår från Jorden och har magnitud 3,56. Bland de etthundra närmaste G-stjörnorna har den klassificerats som “Best SETI (Search for ExtraTerrestrial Intelligence) target” (ungefär Bästa SETI-objekt). Den är den närmaste solliknande stjärnan, som inte är dubbel- eller multipelstjärna.[7][8]
- γ - Gamma Pavonis är en stjärna i huvudserien av spektraltyp F9 V och magnitud 4,22. NASA rankade stjärnan på 14:e plats över jordliknande kandidater för sitt senare nedlagda projekt Terrestrial Planet Finder.[9]

## Djuprymdsobjekt

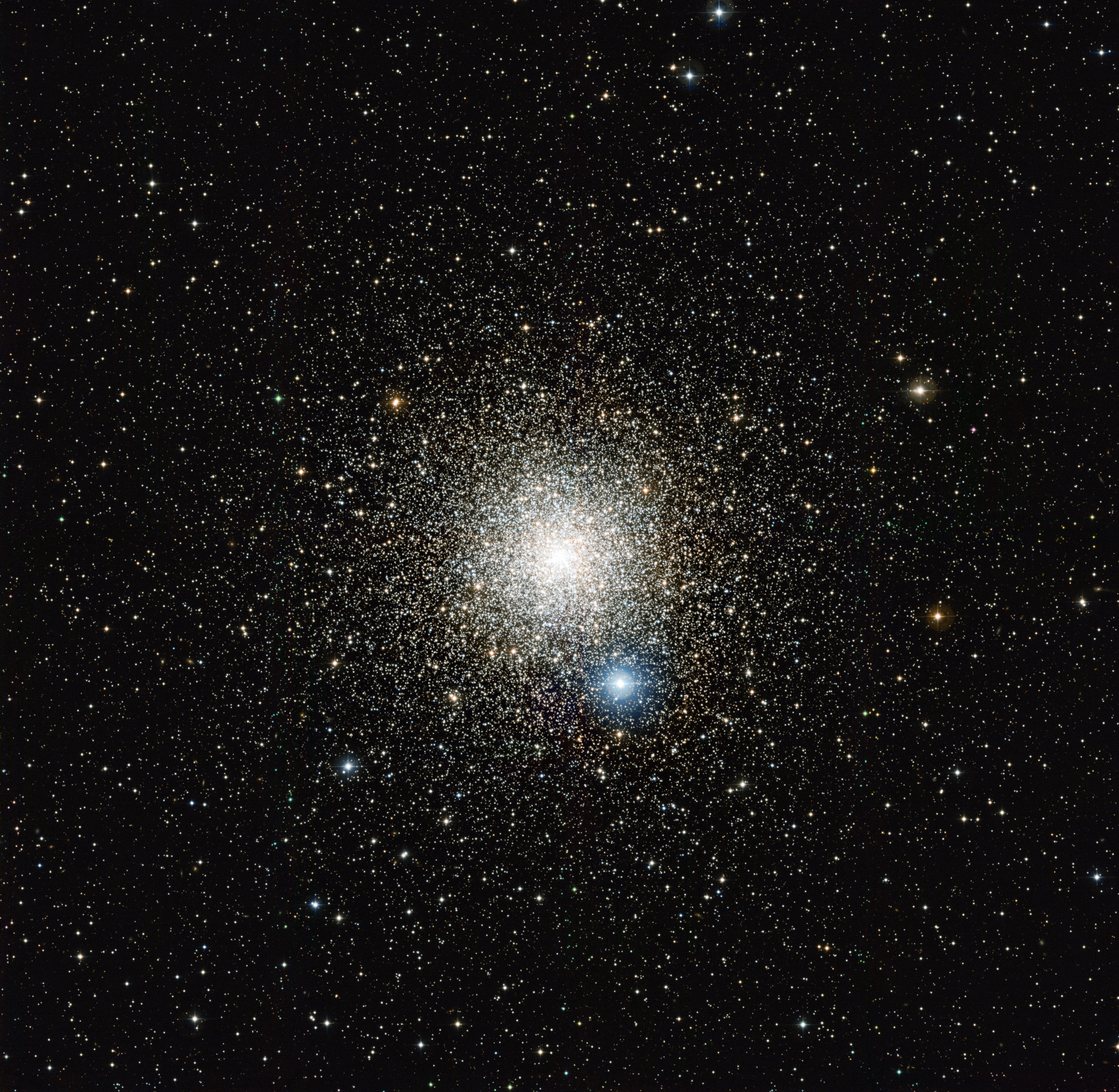
Den klotformiga stjärnhopen NGC 6752, med ungefär 100000 stjärnor.

Stjärnbilden innehåller inga Messierobjekt.

### Stjärnhopar
- NGC 6752 (Caldwell 93) är med skenbar magnitud 5,4 den tredje ljusstarkaste av den klotformiga stjärnhoparna på stjärnhimlen.  Endast 47 Tucanae (NGC 104) och Omega Centauri (NGC 5139) är ljusstarkare.

### Galaxer
- NGC 6744 (Caldwell 101) är en spiralgalax av magnitud 9,14.[11] Den är en av de nära galaxerna som mest liknar vår egen galax, Vintergatan. Den har åtminstone en satellitgalax, NGC 6744A, som påminner om de Magellanska molnen.
- NGC 6810, som sköter en galaktisk supervind, är en spiralgalax oc'h ligger 87 miljoner ljusår från Jorden.
- De samverkande NGC 6872 / IC 4970 galaxerna ligger 212 miljoner ljusår från Jorden.